# Paolo D’Ancona
Paolo D’Ancona (* 7. November 1878 in Pisa; † 30. April 1964 in Mailand) war ein italienischer Kunsthistoriker.

## Leben
Paolo D’Ancona, Sohn des Literaturhistorikers Alessandro D’Ancona, besuchte das Liceo in Pisa und studierte an den Universitäten Pisa und Rom, wo er 1901 bei Adolfo Venturi die Laurea erwarb. In Venturis Zeitschrift L’Arte publiziert er ab 1901 seine ersten Beiträge zur italienische Buchmalerei, dem Gebiet, mit dem er sich den Rest seines Lebens beschäftigen sollte. 1906 erhielt er das Diplom an der von Venturi geleiteten Scuola di Specializzazione in storia dell’arte, 1908 erlangte er die Libera docenza. Nach seinem Umzug nach Mailand hielt er ab 1909 dort Kurse in Kunstgeschichte an der Regia Accademia Scientifico-Letteraria und wurde 1915 ordentlicher Professor für mittelalterliche Kunstgeschichte an der Universität Mailand. 1938 wurde er als Jude aufgrund der italienischen Rassegesetze entlassen. Die Jahre 1943 bis 1945 verbrachte er in der Schweiz. 1945 konnte er seine Lehrtätigkeit wieder aufnehmen.

## Veröffentlichungen (Auswahl)
- La miniatura fiorentina. Florenz 1914.
- La „Leda“ di Leonardo da Vinci in una ignota redazione fiamminga. und Un codice dell’Acerba di Cecco d’Ascoli illustrato da un ignoto lombardo del sec. XV. In: L’arte. Rivista di storia dell’arte medievale e moderna. 23. Jahrgang, 1920, S. 78–84 doi:10.11588/diglit.17340.9 und S. 120–124 doi:10.11588/diglit.17340.14.
- L’uomo e le sue opere nelle figurazioni italiane nel medioevo. Florenz 1923.
- La miniature italienne du Xe au XVIe siècle. Paris / Brüssel 1925.
- mit Fernanda Wittgens: Antologia della moderna critica d’arte. Letture complementari per l’insegnamento della storia dell’arte nei Licei. Casa Editrice L. F. Cogliati, Mailand 1927 (archive.org).
- Les Primitifs Italiens du XI au XII siècle. Paris 1935.
- mit Erhard Aeschlimann: Dictionnaire des miniaturistes du Moyen Age et de la Renaissance dans les différentes contrées de l’Europe. Mailand 1940.
- mit Erhard Aeschlimann: The Art of Illumination. An Anthology of Manuscripts from the Sixth to the Sixteenth Century. London 1969.